# Hải sâm báo
Hải sâm báo (Danh pháp khoa học: Bohadschia argus) là một loài động vật trong họ Holothuriidae. Khi bị đe dọa, nó quằn mình để đẩy ruột ra ngoài qua hậu môn, khiến kẻ tấn công bị vướng vào khối dính. Ở một số loài, các cơ quan bị đẩy ra có chứa độc tố gây kích ứng da để ngăn chặn động vật ăn thịt.